# Нижний Тюкунь
Ни́жний Тюку́нь (баш. Түбәнге Төкөн) — деревня в Кармаскалинском районе Республики Башкортостан Российской Федерации. Входит в состав Камышлинского сельсовета.

## География

### Географическое положение
Расстояние до:
- районного центра (Кармаскалы): 27 км,
- центра сельсовета (Камышлинка): 5 км,
- ближайшей ж/д станции (Тюкунь): 4 км.
- до р. Белая: 2 км.

## История
К 8-й юрте 7-го башкирского кантона относились деревни Верхний Тюкунь и Нижний Тюкунь. Они принадлежали к Кесе-Табынской волости, в конце XVIII в. она называлась Тюкунь-Кесе-Табынской волостью. V ревизия показала три деревни: Тюкунь, Средний Тюкунь и Нижний Тюкунь. Количество дворов и жителей двух аулов учтено вместе: в 36 дворах проживало 196 мужчин и 136 женщин. В 1816 г. в двух же деревнях насчитывалось 75 дворов и 219 мужчин и 216 женщин. В 1834 г. в д. Верхний Тюкунь было 233, в Нижнем Тюкуне — 314 жителей. В первой из них в 1859 г. учтено 48 дворов, 173 мужчины, во второй — 45 домов и 126 мужчин. В 1920 г. в д. Верхний Тюкунь в 59 дворах проживало 138 мужчин и 150 женщин, в д. Нижний Тюкунь — 215 мужчин, 255 женщин при 97 домах.
В 1816 г. в 16 из 75 дворов зафиксирована полигамия.
Один из участников Отечественной войны 1812 г. 28-летний Юлбарис Базыкеевич Назаров отдал жизнь в борьбе за независимость России. Остальные вернулись домой с победой. Это — из д. Верхний Тюкунь Суюндук Курмангулов, из д. Нижний Тюкунь Арслангул Сафаргулов, Кульмухамет Муллагулов, Худайкулый Нигматуллин, Искандар Сафаргулов, Кучербай Мрясов, Кутлузаман Кутлуюлов и Мухамадьяр Бурангулов.
Тюкунцы занимались скотоводством, пчеловодством, ловлей рыбы и земледелием. В 1839 г. в Верхнем Тюкуне на 41 двор с 233 жителями приходилось лошадей — 300, коров — 309, овец — 140, коз — 109 голов. Владели 225 ульями и 50 бортями. В другой деревне 46 дворам с 314 жителями принадлежало 300 лошадей, 310 коров, 110 овец, 50 коз. Имели 100 ульев и 10 бортей. В двух деревнях на каждого из 547 человек сеяли по 5,5 пуда хлеба (576 озимого и 2440 пудов ярового). В д. Верхний Тюкунь в 1842 г. была водяная мельница.

## Религия
В деревне есть мечеть.